# Ameh
Ameh  (ou Ame) est une localité du Cameroun située dans le département du Manyu et la Région du Sud-Ouest, à proximité de la frontière avec le Nigeria. Elle fait partie de la commune d'Akwaya et du canton d'Assumbo.

## Population
La localité comptait 102 habitants en 1953, puis 94 en 1967, des Assumbo du clan Oku.
Lors du recensement de 2005, on y a dénombré 157 personnes.